# Yeşilvadi, Gerede
Yeşilvadi là một xã thuộc huyện Gerede, tỉnh Bolu, Thổ Nhĩ Kỳ. Dân số thời điểm năm 2010 là 127 người.